# Светлана Григорян
Светлана Рубеновна Григорян (на арменски: Սվետլանա Ռուբենի Գրիգորյան; 30 септември 1930, Ереван – 12 май 2014 г., Ереван) е съветска и арменска театрална актриса, народна артистка на Арменската ССР (1987).

## Биография
Родена е на 30 септември 1930 г. в Ереван. За първи път излиза на сцена като ученичка в театралното училище, когато е на 13 години. Завършва Ереванския театрален институт. През 1949 г. е поканена от режисьора Вардан Аджемян в трупата на Ереванския театър за музикални комедии Акоп Паронян, където работи през целия си живот. В продължение на 55 години играе в тандем с известния арменски актьор Карп Хачванкян. За 60 години работа в театъра играе над 150 роли.
През 1958 г. Григорян е един от основателите на арменската телевизия.
Умира на 12 май 2014 г. след продължително боледуване. Погребана е в градския пантеон на Ереван.

## Награди и премии
- Народна артистка на Арменската ССР (1987).
- Почетен гражданин на Ереван (2004).
- Медал Mовсес Хоренаци.
- Орден „Св. Саак – Св. Месроп“ Първопрестолен Св. Ечмиадзин.
- Медал „За заслуги пред Отечеството“ – I степен (2011).
- Златен медал на Министерството на диаспората на Република Армения (2011).[3]

## Работа в театъра
- „Есть город на Волге“ – Сима
- „Баядера“ – Мариэтта
- „Венецианские близнецы“ – Коломбина
- „Учитель танцев“ – Ликсена
- „Старая болезнь“ – Нунуфар
- „Восточный дантист“ – Марта
- „Роз Мари“ – Жанна
- „Ошибка Софик“ – Ната
- „Поцелуй Чаниты“ – Розалия
- „Такси-такси“ – Роза
- „Госпожа Мисиструи“ – Жиква
- „Моя теща“ – Сатеник
- „Хозяева нашего дома“
- „Аршин мал алан“ – Телли

## Филмография
1. 1963 – „Огън“ (Арменфилм) – Сиран
2. 1985 – „Капитан Аракел“ (Арменфилм) – епизодична
3. 1987 – „Трима от нас“ (Арменфилм; новелата „Действие“)